# طوطی‌کاکلی سیاه نوک‌دراز
طوطی‌کاکلی سیاه نوک‌دراز(نام علمی: Calyptorhynchus baudinii) نام یک گونه از سرده نهان‌منقار است.